# Метаморфічна диференціація
Метаморфічна диференціація (англ. metamorphic differentiation, нім. metamorph Differentiation f) — розділення первісно однорідної породи під дією фізико-хімічних агентів на різноманітні мінеральні асоціації.
Приклад: утворення порфіробластів різних мінералів — ґранату, кордієриту, андалузиту тощо, скупчення зерен епідоту й альбіту в амфіболітах, прошарки рогової обманки і польового шпату в сланцях і конкреції кальциту в сланцях.